# Лісовий Василь Семенович
Васи́ль Семе́нович Лісови́й (17 травня 1937, с. Старі Безрадичі, Обухівський район, Київська область — 19 липня 2012, Київ) — український філософ, громадський діяч, дисидент, політв'язень. Організатор самвидаву в 1960-х роках.
Чоловік Віри Лісової, батько Оксена Лісового.

## Біографічні відомості
Народився 17 травня 1937 року в селі Старі Безрадичі Обухівського району Київської області в селянській родині. Батько загинув на війні.
У 1962 році закінчив історико-філософський факультет Київського університету, викладав філософію в Тернопільському медичному інституті.
У 1966–1969 рр. навчався в аспірантурі Київського університету за спеціальністю логіка, викладав у цьому університеті. 
З 1969 — співробітник Інституту філософії АН УРСР. У 1971 році захистив кандидатську дисертацію на тему «Логіко-філософське дослідження побутової мови».

## Дисидентська діяльність
Самвидав розповсюджував з 1961 року. З 1966, паралельно з науковою роботою, інтенсивно організовував його виготовлення, зберігання та розповсюдження серед аспірантів і в студентському середовищі. Лісовий — автор самвидавної статті «Лист виборця Антона Коваля».
Виступив із відкритим листом на захист заарештованих шістдесятників і на знак солідарності побажав бути засудженим разом з ними.
Хвиля арештів інтеліґенції 1972 підштовхнула Василя Лісового до відкритого протесту. Разом з Євгеном Пронюком видав № 6 самвидавського журналу «Український вісник», відновленого ними з метою дати громадськості інформацію про заарештованих і відвести від них звинувачення у виданні попередніх випусків.
Київський обласний суд 6 грудня 1973 засудив його до 7 років позбавлення волі в таборах суворого режиму та 3 років заслання за ст. 62 ч. 1 КК УРСР. Одночасно з Лісовим було засуджено Євгена Пронюка та Василя Овсієнка.

## Офіційна реабілітація
Звільнений з ув'язнення в липні 1983.
1989 — реабілітований, відновлений у званні кандидата філософських наук і на роботі в Інституті філософії НАН України.
Викладав філософію, готував навчальну літературу, виступав зі статтями в галузі політології. Викладав філософію в київських університетах, брав участь у виробленні програм та ідеології багатьох політичних і громадських організацій, готував навчальну літературу, уклав (у співавторстві з Олегом Проценком) антології «Консерватизм», «Націоналізм», «Лібералізм», перекладав філософську літературу з англійської та німецької мов. 
Автор книжок «Культура — ідеологія — політика» (1997), «У багатоголоссі політичних дискусій» (2007).
Помер 19 липня 2012 року у віці 75 років у Києві. Був похований 21 липня на кладовищі села Тарасівка Обухівського району Київської області.  

## Нагороди
Указом Президента України Віктора Ющенка від 26 листопада 2005 нагороджений орденом «За заслуги» ІІІ ступеня.